# ديبورتيفو لاكورونيا
نادي ديبورتيفو لاكورونيا الملكي الرياضي أو نادي ديبورتيفو لاكورونيا هو نادي إسباني لكرة القدم من إقليم غاليسيا. تأسس في عام 1906 في مدينة لا كورونيا، ويلعب حاليا في الدوري الإسباني . بعد 20 مواسم متواصلة في دوري الدرجة الأولى، وقد سقط الموسم الفارط للقسم الثاني في أحد أسوء مواسم النادي، واستعادة مكانه في دوري الدرجة الأولى الإسباني لكرة القدم ابتداء من هذا الموسم.
و هو الفريق الغاليسي الوحيد الذي نال لقب الدوري الإسباني ويحتل الرتبة التاسعة من بين 59 نادي إسباني لعبوا في الدوري الإسباني لكل الأوقات وهذا منذ بداية الدوري الإسباني.
غريم النادي التقليدي هو سلتا فيغو والمباريات التي تجمع الناديين يُطلق عليها اسم ديربي غاليسيا.
ما هو معنى ديبورتيفو لاكورونيا ؟
كلمة ديبورتيفو تعني عالم رياضة وكلمة لاكورونيا هي إسم المدينة التي تأسس منها النادي، مما يعني ان ترجمة إسم ديبورتيفو لاكورونيا هي : عالم رياضة لاكورونيا 

## انجازات وبطولات ديبورتيفو لاكرونيا

### البطولات الرسمية
- الدوري الإسباني (1):
  - 1999/2000
- كأس ملك إسبانيا (2):
  - 1994/1995
  - 2001/2002
- كأس السوبر الإسباني (3):
  - 1995
  - 2000
  - 2002
- وصل إلى نصف النهائي في دوري الأبطال الأوروبي عام 2004. بعد فوزه على نادي اسي ميلان بنتيجة 5-4 ذهابًا وايابًا بعد ان قام النادي الغاليسي بريمونتدا على اسي ميلان حيث خسر في الذهاب 4-1 ثم فاز في الإياب بنتيجة 4-0 بمجموع 5-4 ذهابًا وايابًا لديبورتيفو لاكورونيا
- فاز ببطولة دوري الدرجة الثانية خمس مرات.
- فاز ببطولة دوري الدرجة الثالثة مرة واحدة.

### البطولات غير الرسمية
- حقق كأس بطولة كأس رامون دي كارانزا الودية وذلك عام (1998).
- حقق كأس بطولة كأس تيريزا هيريرا الودية عام (2007).

## تشكيلة الفريق

### التشكيلة الحالية
آخر تحديث في 22 أغسطس 2016.

ملاحظة: تشير الأعلام إلى المنتخب الوطني على النحو المحدد في قواعد الأهلية للفيفا. قد يحمل اللاعبون أكثر من جنسية واحدة غير تابعة للفيفا.
| الرقم | البلد     | المركز | اللاعب                               |
| ----- | --------- | ------ | ------------------------------------ |
| 1     | الأرجنتين | حارس   | جيرمان لوكس                          |
| 2     | إسبانيا   | مدافع  | خوانفران                             |
| 3     | إسبانيا   | مدافع  | فيرناندو نافارو                      |
| 4     | إسبانيا   | وسط    | أليخاندرو بيرغانتينيوس               |
| 5     | إسبانيا   | وسط    | بيدرو موسكيرا                        |
| 6     | إسبانيا   | مدافع  | راؤول ألبينتوسا                      |
| 7     | إسبانيا   | مهاجم  | لوكاس بيريز                          |
| 8     | تركيا     | وسط    | إيمري كولاك                          |
| 10    | رومانيا   | مهاجم  | فلورين أندوني                        |
| 11    | إسبانيا   | وسط    | كارلس جيل (إعارة من نادي أستون فيلا) |
| 12    | البرازيل  | مدافع  | سيدني                                |
| 13    | بولندا    | حارس   | برزيميسلاف تيتون                     |

| الرقم | البلد     | المركز | اللاعب                                     |
| ----- | --------- | ------ | ------------------------------------------ |
| 14    | إسبانيا   | مدافع  | أليخاندرو أريباس                           |
| 15    | إسبانيا   | مدافع  | لوريانو سانابريا                           |
| 16    | البرتغال  | مدافع  | لويزينيو                                   |
| 17    | إسبانيا   | وسط    | بورخا فايي                                 |
| 19    | المغرب    | وسط    | فيصل فجر                                   |
| 20    | البرازيل  | وسط    | غويليرم (إعارة من نادي أودينيزي)           |
| 21    | البرتغال  | وسط    | برونو غاما                                 |
| 22    | كوستاريكا | وسط    | سيلسو بورخيس                               |
| 25    | إسبانيا   | حارس   | روبين إيفان مارتينيز                       |
| 23    | كولومبيا  | مهاجم  | مارلوس مورينو (إعارة من نادي مانشستر سيتي) |
| —     | إسبانيا   | وسط    | ألفارو كيخيرو                              |

### اللاعبون المعارون
ملاحظة: تشير الأعلام إلى المنتخب الوطني على النحو المحدد في قواعد الأهلية للفيفا. قد يحمل اللاعبون أكثر من جنسية واحدة غير تابعة للفيفا.
| الرقم | البلد   | المركز | اللاعب                                 |
| ----- | ------- | ------ | -------------------------------------- |
|       | إسبانيا | مدافع  | بابلو إينسوا (إلى نادي ليغانيس)        |
|       | إسبانيا | مدافع  | روبرتو سواريز بيير (إلى نادي ليفانتي)  |
|       | إسبانيا | مدافع  | ساؤول غارسيا كابريرو (إلى نادي جيرونا) |

| الرقم | البلد   | المركز | اللاعب                                           |
| ----- | ------- | ------ | ------------------------------------------------ |
|       | إسبانيا | وسط    | خوان دومينغيز لاماس (إلى نادي ريال مايوركا)      |
|       | إسبانيا | وسط    | خافيير فرنانديز أبرونيدو (إلى نادي راسينغ فيرول) |
|       | إسبانيا | مهاجم  | أوريول رييرا (إلى نادي أوساسونا)                 |

تنتهي إعارة جميع اللاعبين في 30 يونيو 2017.

## أبرز اللاعبين الذين لعبوا للنادي
- ريفالدو
- بيبيتو
- روي ماكاي
- ألفارو أربيلوا
- سيلفان ويلتورد
- خوان كارلوس فاليرون
- نور الدين النيبت: من 1996 إلى 2004.
- مصطفى حاجي: من 1998 إلى 1999.
- صلاح الدين بصير:
- فيصل فجر:
- ليونيل سكالوني: من 1998 إلى 2006.

## وصلات خارجية
- موقع النادي الرسمي
- نشيد النادي على يوتيوب
- صفحة النادي في موقع كورة
- موقع الدوري الأسباني
- للحصول على اخر اخبار الفريق